# ميليسا تشيو
ميليسا تشيو (بالإنجليزية: Melissa Chiu)‏ هي أمينة متحف أسترالية، ولدت في 1972.